# Ezequiel Vidal
Norberto Ezequiel Vidal (Bahía Blanca, 2 agosto 1995) è un calciatore argentino, attaccante dello PSIM Yogyakarta.

## Caratteristiche tecniche
È un'ala mancina.

## Carriera
Cresciuto nelle giovanili dell'Olimpo, ha esordito il 4 agosto 2013 in occasione del match perso 2-1 contro il San Lorenzo.

## Statistiche

### Presenze e reti nei club
Statistiche aggiornate all'11 luglio 2025.
| Stagione             | Squadra              | Campionato           | Campionato | Campionato | Coppe nazionali | Coppe nazionali | Coppe nazionali | Coppe continentali | Coppe continentali | Coppe continentali | Altre coppe | Altre coppe | Altre coppe | Totale | Totale |
| Stagione             | Squadra              | Comp                 | Pres       | Reti       | Comp            | Pres            | Reti            | Comp               | Pres               | Reti               | Comp        | Pres        | Reti        | Pres   | Reti   |
| -------------------- | -------------------- | -------------------- | ---------- | ---------- | --------------- | --------------- | --------------- | ------------------ | ------------------ | ------------------ | ----------- | ----------- | ----------- | ------ | ------ |
| 2013-2014            | Olimpo               | PD                   | 1          | 0          | CA              | 0               | 0               |                    | -                  | -                  |             | -           | -           | 1      | 0      |
| 2014                 | Olimpo               | PD                   | 5          | 0          |                 | -               | -               |                    | -                  | -                  |             | -           | -           | 5      | 0      |
| 2015                 | Olimpo               | PD                   | 1          | 0          | CA              | 0               | 0               |                    | -                  | -                  |             | -           | -           | 1      | 0      |
| 2015                 | Independiente        | PD                   | 5          | 0          | CA              | 0               | 0               | CS                 | 2                  | 0                  |             | -           | -           | 7      | 0      |
| 2016                 | Independiente        | PD                   | 1          | 0          | CA              | 0               | 0               |                    | -                  | -                  |             | -           | -           | 1      | 0      |
| Totale Independiente | Totale Independiente | Totale Independiente | 6          | 0          |                 | 0               | 0               |                    | 2                  | 0                  |             | 0           | 0           | 8      | 0      |
| 2016                 | Delfín               | A                    | 20         | 0          |                 | -               | -               |                    | -                  | -                  |             | -           | -           | 20     | 0      |
| 2016-2017            | Olimpo               | PD                   | 6          | 0          | CA              | 0               | 0               |                    | -                  | -                  |             | -           | -           | 6      | 0      |
| 2017                 | Juventud             | PD                   | 12         | 1          |                 | -               | -               |                    | -                  | -                  |             | -           | -           | 12     | 1      |
| 2017-2018            | Olimpo               | PD                   | 9          | 0          | CA              | 0               | 0               |                    | -                  | -                  |             | -           | -           | 9      | 0      |
| 2024-2025            | Punjab FC            | ISL                  | 22         | 7          | SC              | 2               | 2               | -                  | -                  | -                  | DC          | 1           | 1           | 25     | 10     |
| 2025-2026            | PSIM Yogyakarta      | L1                   | 0          | 0          | -               | -               | -               | -                  | -                  | -                  | -           | -           | -           | 0      | 0      |
| Totale carriera      | Totale carriera      | Totale carriera      | 82         | 8          |                 | 2               | 2               |                    | 2                  | 0                  |             | 1           | 1           | 87     | 11     |